# 天瑞公主
天瑞公主（越南语：／，？—1308年12月16日）是越南陳朝的一位公主。她是陳聖宗的女兒，也是陳仁宗的姐姐。其生母不詳，可能是元聖皇后陳氏。
據《大越史記全書》記載，天瑞公主嫁給了興道王陳國峻的兒子興武王陳國巘。不過，她卻和陳聖宗的義子仁惠王陳慶餘私通。陳聖宗怕引起興道王的不滿，派人將陳慶餘杖殺於西湖，奪官沒收家產。陳聖宗又密令不要將其打死，使陳慶餘得以生還，隱居在至靈縣以賣炭為生。
與弟弟陳仁宗一樣，天瑞公主也是一位佛教徒。陳仁宗晚年退位為太上皇，自稱竹林大士，開創竹林禪派，在安子山臥雲庵出家。天瑞公主病重，陳仁宗下山探望，對天瑞公主說：「姊若時至自去見冥間問事，则應之曰：願少待我弟竹林大士且至。」說罷仁宗便回到安子山，向弟子法螺交代後事，隨後圓寂。天瑞公主也在同日死去。